# Charlie Roberts
Pour les articles homonymes, voir Roberts.
Charles "Charlie" Roberts, né le 6 avril 1883 et mort le 7 août 1939, est un footballeur et entraîneur anglais.

## Biographie

### Carrière footballistique

#### Carrière de joueur
Roberts commence sa carrière de footballeur avec le Bishop Auckland FC, avant de partir au Grimsby Town.
En 1904, il est transféré à Manchester United pour £400. L'entraîneur de l'époque, Ernest Mangnall effectue une série de recrutements qui voit des joueurs de Manchester City comme Billy Meredith ou Sandy Turnbull arriver à Bank Street, le stade de Manchester United à l'époque. L'arrivée de Roberts à United joue un rôle majeur dans le développement du club. Très technique, rapide et fort, le défenseur est connu pour son côté rebelle. Il refuse par exemple les règles de la FA en portant des shorts coupés au-dessus du genou et s'engage au niveau politique en faveur d'un syndicat de footballeurs professionnels. 
Au poste de défenseur, le capitaine de Manchester United entre 1904 et 1913 remporte le championnat de First Division à deux reprises, en 1907-1908 et 1910-1911 ainsi que l'édition 1909 de la FA Cup. Il quitte le club en août 1913 pour une indemnité de transfert de $1500 et rejoint le Oldham Athletic FC Au total, il joue 299 matchs avec Manchester United et marque 23 buts.
Roberts est sélectionné à trois reprises avec l'Angleterre en 1905, et devient le premier joueur international de Manchester United. Jusqu'en 1983, et la FA Cup remportée par les Mancuniens de Bryan Robson, aucun Anglais ne soulève un trophée de FA Cup avec United.

#### Carrière d'entraîneur
En 1928, avec son ancien équipier Billy Meredith, il devient l'entraîneur de l'ambitieux club de Manchester Central. Le fils de Roberts, Charlie Jr., joue pour Central lors de la première saison du club.

### Players' Union (syndicat des joueurs)
Le 2 décembre 1907, Roberts et Meredith jouent un rôle important dans la mise en place du Players' Union. Le syndicat n'est pas reconnu par la FA mais de nombreux clubs de la League soutiennent l'organisation. En août 1909, la FA menace de suspendre chaque joueur membre du syndicat. Manchester United est ainsi contraint de convoquer l'intégralité de l'équipe, mais l'ensemble des joueurs refuse de renier leur appartenance à l'organisation. United est donc obligé de prévenir Bradford City, leur prochain adversaire, et d'annuler le premier match de la saison. La fédération a ainsi vu de nombreux joueurs quitter l'Union, excepté les joueurs de Manchester United, qui se réunissent sous le nom de Outcasts FC. Lorsque Tim Coleman, d'Everton renouvelle son soutien à l'Union et aux Outcasts, la FA renonce finalement et reconnaît le Players' Union.

### Vie personnelle et famille
Le cousin de Roberts, Harry Hooper joue au poste de défenseur à Southampton, Leicester City et Queens Park Rangers.
Il meurt à l'âge de 56 ans au Manchester Royal Infirmary en août 1939 après une opération crânienne visant à soigner des étourdissements prolongés.

## Palmarès
Manchester United
- Vainqueur de la Football League First Division (2) : 1907–1908 et 1910–1911
- Vainqueur de la FA Cup (1) : 1908–09